# Giulio Ceretti

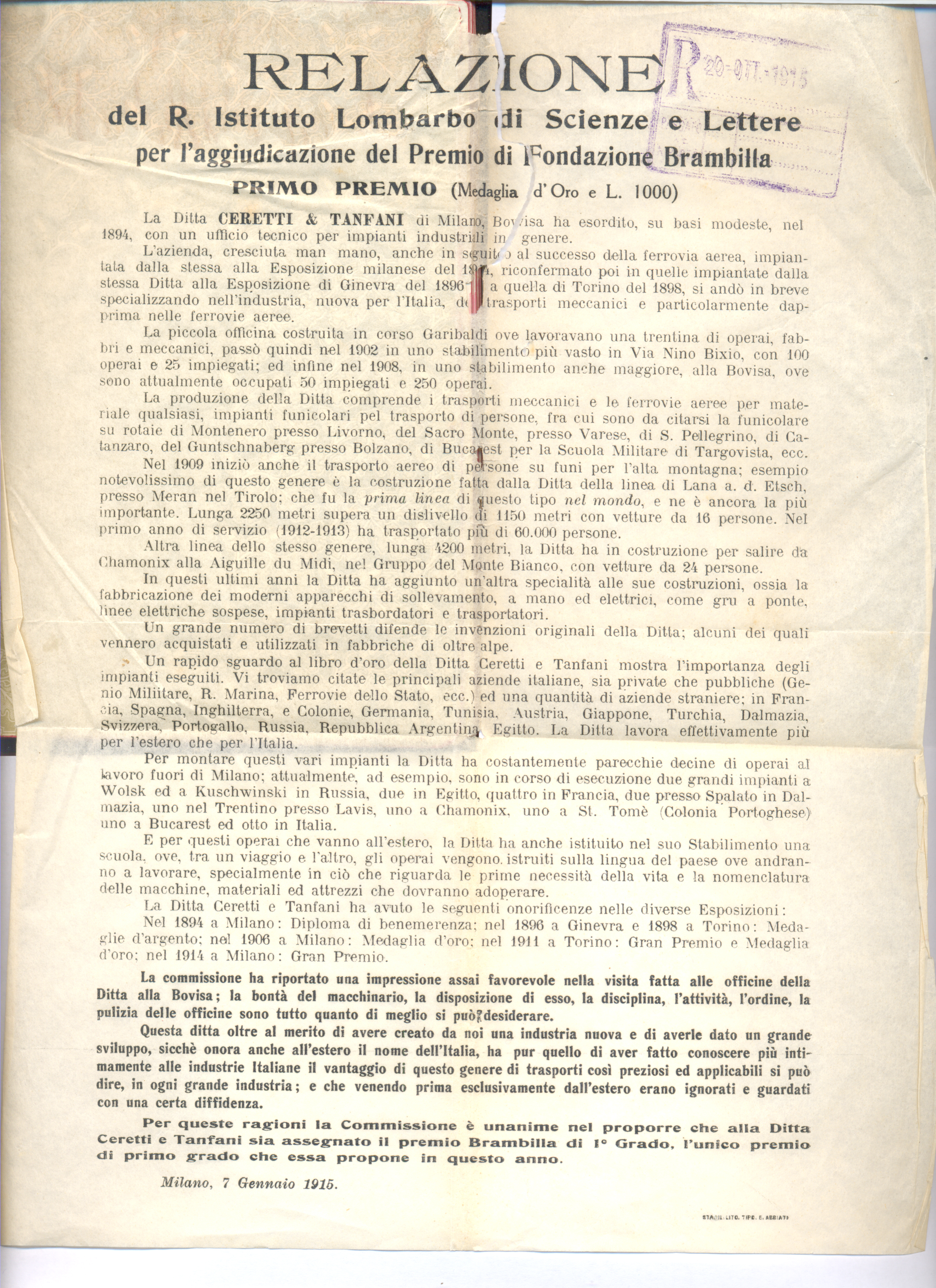
Ceretti & Tanfani - 1º Premio Fondazione Brambilla - 7 Gen 1915

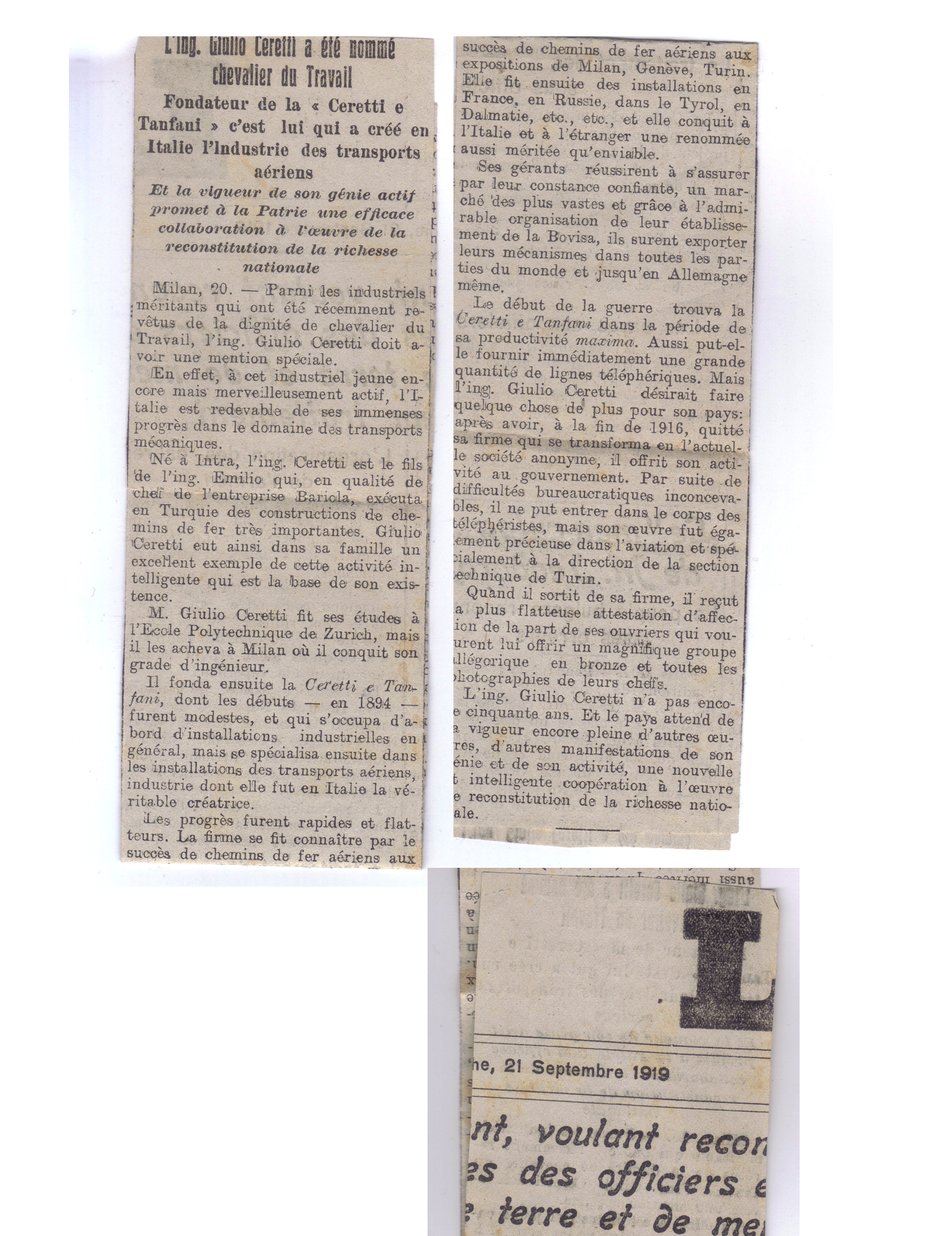
Articolo Le Figaro del 19 settembre 1919

Giulio Ceretti (Bologna, 24 ottobre 1868 – Milano, 20 gennaio 1934) è stato un ingegnere e imprenditore italiano.

## Biografia
L'ingegner Giulio Ceretti è stato uno dei pionieri nella realizzazione dei trasporti sospesi. La prima funivia con sostegni intermedi, prima in linea assoluta, fu realizzata da lui nel 1912. Fu anche tra i primi a progettare e realizzare l'installazione nei porti dei più moderni mezzi meccanici per lo scarico e il carico delle navi, onde renderli più agevoli e più rapidi.
Uscito dal Politecnico di Zurigo nel 1889, conseguì la laurea al Regio Istituto Tecnico Superiore (in seguito Politecnico di Milano) nel 1890. Nel 1894 fondò con il collega Ing. Vincenzo Tanfani la Ceretti&Tanfani ed assieme a lui installò alle Esposizioni riunite di Milano una piccola funivia per il trasporto di persone che non mancò di destare il più vivo interesse. Una funivia del genere aveva allora un solo precedente: quella costruita un anno prima negli Stati Uniti d'America.
Nel 1912 realizzava un'opera unica per quei tempi: la funivia Lana-San Virgilio nella zona di Merano, di 1,5 chilometri di lunghezza con un dislivello di 1400 metri. Fu questo il primo esempio di funivia con sostegni intermedi realizzata su un profilo accidentato, atta al trasporto di persone. Questi impianti, di indubbia portata pratica, ebbero successivamente un notevole sviluppo in molti paesi Europei ed extra Europei, tanto che le realizzazioni oltre confine divennero prevalenti e procurarono a Giulio Ceretti molti attestati di merito.
Ceretti, pur continuando ad interessarsi dei trasporti a fune, aveva esteso gradualmente la propria attività agli apparecchi di sollevamento e trasporto, e fu tra i primi a studiare in modo approfondito i problemi di attrezzamento dei porti con mezzi meccanici più moderni. Nel 1903 aveva progettato gli scarichi di carbone nel porto di Savona, la teleferica Savona - San Giuseppe e l'impianto di messa a deposito e di carico sui carri ferroviari a San Giuseppe. Con questo sistema il carbone scaricato dalle navi veniva portato sino ai vagoni, semplificando notevolmente le varie operazioni. Quest'ultimo complesso di opere verrà realizzato nel 1912.
Durante la prima guerra mondiale egli dette un contributo importantissimo all'esercito per i collegamenti con le truppe dislocate in montagna. Le sue teleferiche militari smontabili, realizzate in base a studi ed esperienze tempestivamente preordinate dallo stesso Ceretti, furono di prezioso aiuto per i reparti operanti. Il larghissimo impiego di queste teleferiche consentì il rifornimento pressoché costante degli uomini impegnati nei combattimenti alle alte quote, munizioni, viveri e materiali di ogni genere che potevano occorrere.
Animato da spirito patriottico, Giulio Ceretti volle anche mettere a disposizione del Paese in guerra la sua esperienza industriale, assumendo la direzione della “Sezione Tecnica dell'Aviazione Militare” che aveva sede a Torino.
L'opera creativa di Giulio Ceretti, proseguì nel Dopoguerra, realizzando altre funivie ed altri impianti, ponendo così l'azienda su basi che le consentirono di collocarsi al livello delle più importanti industrie mondiali nel campo specifico dei trasporti meccanici.
Malato da tempo di angina pectoris, lavorò fino a pochi anni prima della sua morte, avvenuta a Milano nel 1934. Con la sua attività aveva aperto la strada all'enorme sviluppo che negli anni successivi dovevano avere le funivie, rendendo accessibili le zone più impervie delle Alpi.

## Riconoscimenti
A Milano, dove la società Ceretti&Tanfani aveva realizzato per le famiglie dei propri operai il quartiere della “Bovisa”, questa opera di pioniere fu pubblicamente riconosciuta nel 1914, quando l'Istituto Lombardo di Lettere Scienze ed Arti gli conferì la medaglia d'oro per il “Premio Brambilla di primo grado” per “aver creato da noi un'industria nuova ed averle dato un grande sviluppo”.
Per l'opera svolta nel campo specifico della propria attività, il contributo dato all'Esercito combattente con le sue teleferiche smontabili e anche per la fattiva collaborazione offerta alla Direzione di un organismo militare di enorme importanza per l'Arma Aerea, venne insignito di vari titoli:
- 15 ottobre 1918: Cavaliere dell'Ordine della Corona d'Italia[2]
- 15 giugno 1919: Cavaliere dell'Ordine al Merito del Lavoro[3]
- 11 dicembre 1923: Commendatore dell'Ordine della Corona d'Italia[4]
- 25 marzo 1926: Grande Ufficiale dell'Ordine della Corona d'Italia[5]

Rivestì tra le altre, anche la carica di Vicepresidente della Cassa di Risparmio delle Provincie Lombarde dal 1922 al 1929, promuovendo l'emissione di mutui agevolati per consentire alle famiglie degli operai della Ceretti & Tanfani l'acquisto della casa di proprietà. Il 1º maggio 1929 fu nominato membro del Consiglio Nazionale delle Ricerche.
Pubblicò vari libri, alcuni dei quali tradotti anche in inglese, tra i quali si ricorda Aerial Cableways, oggetto ancora oggi di studio nelle facoltà di ingegneria di tutto il mondo e con l'Ing. Pini “Mezzi e vie di trasporto, Pisa Arti Grafiche Pacini Mariotti, 1931”.
Nel 1902 Giulio Ceretti e altri fondano il New Club. Nel 1903 passa in via Ugo Foscolo 3 nelle sale da banchetto del Savini. In seguito con il fascismo si chiamerà Nuovo Circolo e poi "Clubino". Nel 1928 i soci acquistano il palazzo degli Omenoni che diventerà la sede definitiva.